# Lenna (Album)
Lenna ist das Debütalbum der estnischen Pop-Sängerin Lenna Kuurmaa, die als Frontfrau der Girlgroup Vanilla Ninja europaweit bekannt wurde. Die Erstveröffentlichung der CD war am 5. Juni 2010 ausschließlich in Estland. Von Beginn ihrer Solokarriere bis Sommer 2014 trat Lenna Kuurmaa nur noch unter ihrem Vornamen Lenna auf. Das Album schaffte es auf Platz eins der Tele2 Album Download-Charts. 2012 wurde das Album nochmal veröffentlicht.

## Titelliste
| Nr. | Titel                         | Komposition                             | Dauer |
| --- | ----------------------------- | --------------------------------------- | ----- |
| 1   | Mida sa teed                  | Vaiko Eplik, Lenna Kuurmaa, Martin Kuut | 3:39  |
| 2   | Musta pori näkku              | Eno Raud                                | 4:09  |
| 3   | Kogu tõde jüriööst            | Jarek Kasar                             | 2:40  |
| 4   | Rapunzel (Album-Version)      | Vaiko Eplik                             | 3:05  |
| 5   | Tigedad liblikad              | Vaiko Eplik                             | 3:24  |
| 6   | Kotkasilm                     | Vaiko Eplik, Jarek Kasar                | 3:02  |
| 7   | Ebaõnn naeratab               | Vaiko Eplik                             | 3:49  |
| 8   | Maailm ei keerle              | Vaiko Eplik                             | 3:01  |
| 9   | Torm                          | Vaiko Eplik, Lenna Kuurmaa              | 4:07  |
| 10  | Aed                           | Vaiko Eplik, Lenna Kuurmaa              | 3:00  |
| 11  | Õnnelaul (Bonustrack 2012)    | Vaiko Eplik                             | 4:18  |
| 12  | Hüvasti Maa (Bonustrack 2012) | Vaiko Eplik                             | 4:48  |

## Produktion
Nachdem Vanilla Ninja 2006 ihr letztes Studioalbum Love Is War veröffentlichten, startete Kuurmaa  ab 2009 ihre Solokarriere. In Estland war sie in mehreren Filmen und Werbespots zu sehen. Von Oktober 2009 bis Mai 2010 produzierten Vaiko Eplik, Jarek Kasar, Eno Raud und Kuurmaa dieses Album. Kuurmaa schrieb an drei der zehn Titeln mit. Alle Lieder sind in Estnisch gesungen und geschrieben. Im Booklet gibt es ein handsigniertes Autogramm von Kuurmaa. Im Jahr 2012 erschien die CD mit neuem Cover und neuem Artwork. Zusätzlich zu den zehn Titeln wurden Õnnelaul und Hüvasti Maa hinzugefügt. Alle Songtexte sind im Booklet nachzulesen.

## Beitrag zum Eurolaul 2010
Im Jahr 2010 nahm Kuurmaa mit dem Titel Rapunzel beim Eesti Laul, dem estnischen Vorentscheid zum Eurovision Song Contest 2010, teil. Sie sang unter anderem gegen ihr Bandmitglied Piret Järvis, die mit der Band Disko 4000 antrat. Beide konnten nicht gewinnen, sie unterlagen Malcolm Lincoln & Manpower 4 im Finale.

## Musikvideos
Zu den Titeln Vana Klaver, Kogu tõde Jüriööst und Naerdes Homse Toob wurden Musikvideos gedreht, die auf YouTube veröffentlicht wurden. Der Titel Still Waters Run Deep wurde in Estland als Single veröffentlicht.